# Emílio Hinko
Emílio Hinko (Budapeste,  9 de abril de 1901 - Fortaleza, 4 de janeiro de 2002) foi um arquiteto húngaro que radicado em Fortaleza realizou várias obras pelo Brasil, em especial Fortaleza. Estabeleceu-se na capital cearense em 1929. Em 1984 recebeu da Câmara Municipal de Fortaleza o título de "Cidadão de Fortaleza".

## Projetos realizados
- Base Aérea de Fortaleza
- Casa do Estudante
- Clube Iracema
- Hospital de Messejana
- Igreja do Coração de Jesus
- Igreja das Missionárias
- Igreja de São Pedro
- Jockey Club Cearense
- Náutico Atlético Cearense
- Sede dos IFs de Fortaleza, João Pessoa Recife, Salvador e Teresina.